# Lamelă medie

Peretele celular și lamela medie (deasupra)

Lamela medie (sau lamela mijlocie) este un strat care cimentează împreună peretele celular primar a două celule vegetale alăturate. Este primul strat format care se depune în momentul citochinezei. Placa celulară, care se formează în timpul diviziunii celulare însăși, se dezvoltă în lamelă mijlocie sau lamelum. Lamela mijlocie este formată din pectati de calciu si magneziu. Într-o celulă vegetală matură este stratul cel mai exterior al peretelui celular.

## Precizări

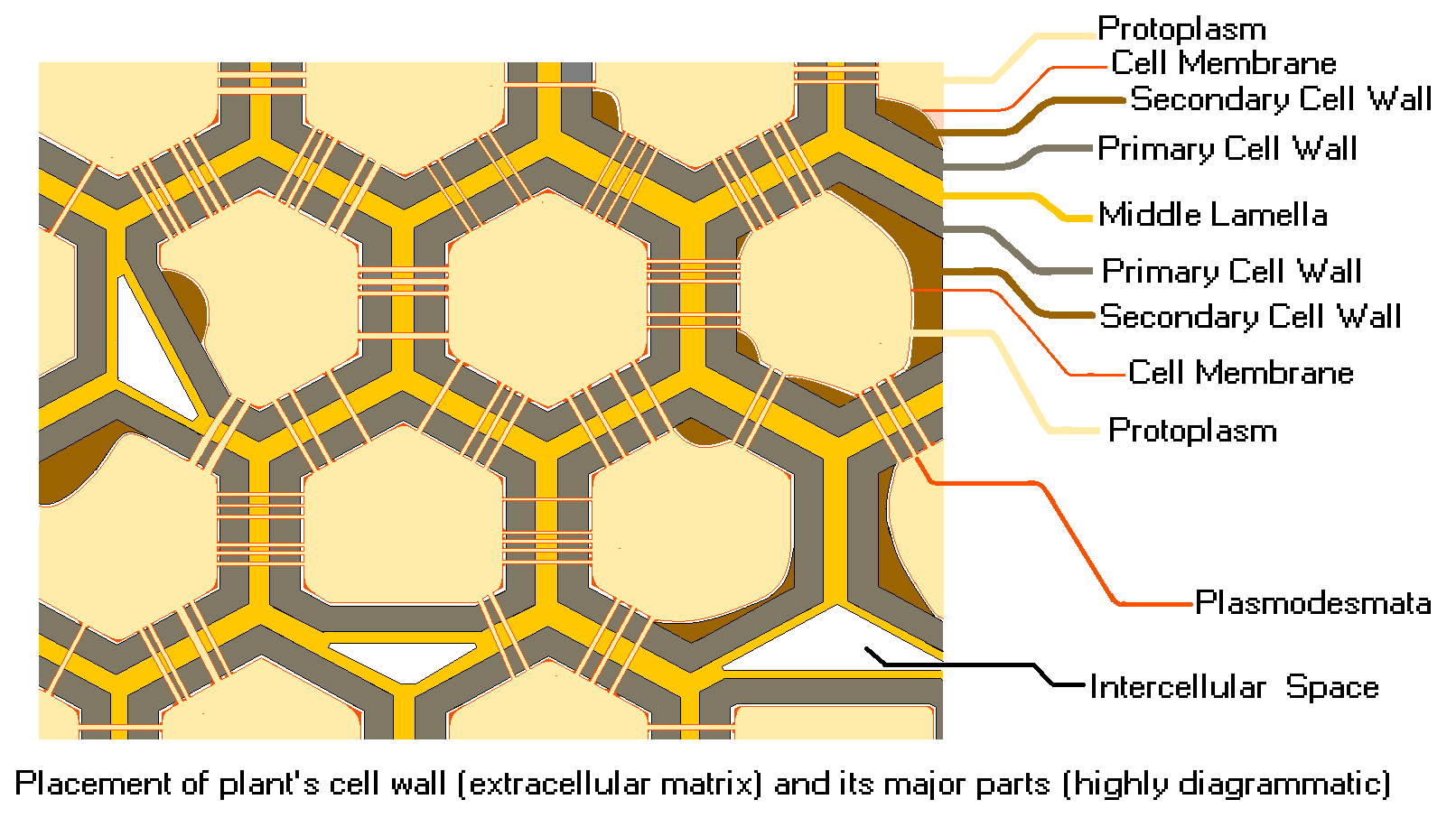
Locul unde se găsește lamela medie în țesuturile plantelor (foarte schematic)

La plante, pectinele formează un strat unitar și continuu între celulele adiacente. Frecvent, este dificil să distingem lamelele medii de peretele primar, mai ales în celulele care dezvoltă pereți secundari groși. În astfel de cazuri, cei doi pereți primari adiacenți și lamela mijlocie, și, eventual, primul strat al peretelui secundar al fiecărei celule, pot fi numite o lamelă mijlocie compusă. Când lamelele medii sunt degradate de enzime, așa cum se întâmplă în timpul coacerii fructelor, celulele adiacente se vor separa.